# Micaela Bastidas

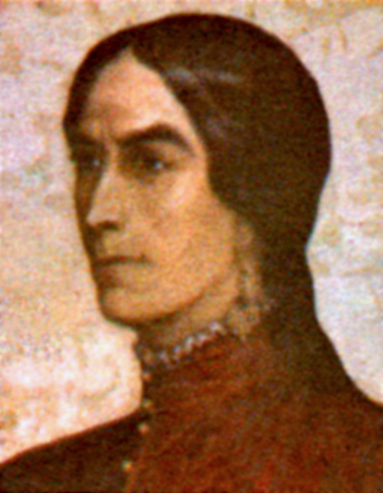
Micaela Bastidas Puyucahua

Micaela Bastidas Puyucahua, född 1745, död 1781, var en indiansk upprorsledare. Hon var gift med upprorsledaren Tupac Amaru II och ledde tillsammans med honom ett uppror mot spanjorerna i Peru 1780-81. Hon deltog både genom att samla och leda trupper av båda könen i strid. 